# 小川完
小川 完（おがわ たもつ）は、日本のアニメーター。

## 参加作品

### テレビアニメ
1995年
- 美少女戦士セーラームーンSuperS（原画）

1998年
- カードキャプターさくら（原画）
- どっきりドクター（原画）

1999年
- HUNTER×HUNTER（原画）

2001年
- シスター・プリンセス（原画）

2002年
- シスター・プリンセス RePure（OP原画、原画）

2004年
- げんしけん（原画）

2005年
- うえきの法則（原画）

2006年
- ウィッチブレイド（原画）
- N・H・Kにようこそ!（OP原画、原画、第二原画）
- ネギま!?（原画）
- ひぐらしのなく頃に（OP原画、原画）

2007年
- 月面兎兵器ミーナ（原画）
- 天元突破グレンラガン（原画）
- ドラゴノーツ -ザ・レゾナンス-（原画）
- ハヤテのごとく!（原画）
- BLUE DRAGON（原画）
- ぼくらの（OP原画、ED原画、原画）
- もえたん（原画）

2008年
- 絶対可憐チルドレン（原画）
- 鉄のラインバレル（原画）
- BLASSREITER（原画）
- まかでみ・WAっしょい!（OP原画）
- ロザリオとバンパイア（原画）

2009年
- アスラクライン（原画）
- うみものがたり 〜あなたがいてくれたコト〜（原画）
- 戦う司書 The Book of Bantorra（原画）
- NEEDLESS（原画）

2010年
- 四畳半神話大系（原画）

2011年
- Dororonえん魔くん メ〜ラめら（原画）
- バトルスピリッツ　覇王（原画）
- よんでますよ、アザゼルさん。（原画）

2012年
- 謎の彼女X（原画）
- ONE PIECE エピソードオブルフィ 〜ハンドアイランドの冒険〜 （原画）

2013年
- キルラキル（原画）
- 断裁分離のクライムエッジ（原画）
- BLAZBLUE ALTER MEMORY（原画）

2014年
- ヒーローバンク（原画）
- ピンポン THE ANIMATION （原画）
- ベイビーステップ（原画）
- 結城友奈は勇者である（原画）
- ロボットガールズZ（原画）

2015年
- おそ松さん（原画）
- ローリング☆ガールズ（原画）
- ワンパンマン（原画）

2016年　　
- くまみこ（原画）
- 双星の陰陽師（原画）
- レガリア The Three Sacred Stars（原画）

2017年
- AKIBA'S TRIP -THE ANIMATION-（原画）
- キラキラ☆プリキュアアラモード（原画）
- 魔法陣グルグル（原画）
- 幼女戦記（原画）

2018年
- 刀使ノ巫女（原画）
- 宇宙戦艦ティラミス（原画）

2019年
- ぱすてるメモリーズ（原画）

2025年
- ウィッチウォッチ（原画）

### 劇場アニメ
1995年
- それいけ!アンパンマン ゆうれい船をやっつけろ!!（動画）

1996年
- ブラック・ジャック 劇場版（原画）

2000年
- 風を見た少年（原画）
- 人狼 JIN-ROH（動画）

2007年
- 空の境界 第二章 殺人考察（原画）

2008年
- 映画ドラえもん のび太と緑の巨人伝（原画）

2010年
- 宇宙ショーへようこそ（原画）

2012年
- ドラえもん のび太と奇跡の島 〜アニマル アドベンチャー〜（原画）

2014年
- 劇場版 薄桜鬼 第二章 士魂蒼穹（原画）
- 映画 ハピネスチャージプリキュア! 人形の国のバレリーナ（原画）

2018年
- フリクリ プログレ（原画）

2023年
- 映画ドラえもん のび太と空の理想郷（原画）

2024年
- i☆Ris the Movie - Full Energy!! -（原画）